# Yes!
Albums de Slum Village
Evolution
(2013) Vol. 0
(2016)
Yes! est le huitième album studio de Slum Village, sorti le 16 juin 2015.

## Liste des titres
| No  | Titre                                     | Contient un (des) sample(s) de                                                                     | Durée |
| --- | ----------------------------------------- | -------------------------------------------------------------------------------------------------- | ----- |
| 1.  | Intro                                     | | 0:37  |
| 2.  | Love Is (featuring Bilal)                 | Never Too Much de Luther Vandross Rump Shaker (Radio Mix) de Wreckx-N-Effect featuring Teddy Riley | 3:38  |
| 3.  | Tear It Down (featuring Jon Connor)       | | 3:47  |
| 4.  | Bonafide                                  | | 2:43  |
| 5.  | Expressive (featuring BJ the Chicago Kid) | Tom's Diner de Suzanne Vega                                                                        | 3:29  |
| 6.  | Push It Along (featuring Phife Dawg)      | The Champ des Mohawks                                                                              | 3:03  |
| 7.  | Windows (featuring J-Ivy)                 | Cell Therapy de Goodie Mob                                                                         | 3:46  |
| 8.  | Yes Yes                                   | | 3:51  |
| 9.  | Right Back (featuring De La Soul)         | Thank You Fallentin Me Be Mice Elf Agin de Junior Mance                                            | 2:30  |
| 10. | Where We Come From                        | | 4:07  |
| 11. | Big City                                  | | 3:23  |
| 12. | What We Have                              | | 4:16  |
| 13. | Just Like a Test                          | | 3:05  |